# 卡利科100卡賓槍
卡利科100（英語：Calico M100）是一款由美国俄勒冈州高地縣卡利科轻兵器在1980年代研製和生產的反沖作用彈筒供彈式卡賓槍，發射.22 LR口徑子彈。該槍最初是計劃面向執法機關和軍事用途市場推出。

## 歷史
1994年，美国菸酒槍炮及爆裂物管理局（英語：Bureau of Alcohol, Tobacco, Firearms and Explosives，簡稱：ATF）曾經通過了一條名為聯邦突擊武器禁制法案（英語：Federal Assault Weapons Ban，簡稱：AWB）的禁止攻擊武器條款，由於卡利科輕武器系統公司製造的槍械具備高容量供彈具設計，導致在當時被完全禁止在民用市場上出售。但由於2004年以後，該禁止攻擊武器條款已經過期，因此卡利科輕武器系統公司可以其原來的構造自由地生產這種槍械並在市場銷售。

## 設計
卡利科系列槍械最大的特徵就是其高容量的圓柱形螺旋供彈可拆式彈筒和塑料槍身。螺旋供彈的彈筒令其在一個比較狹窄的空間內的載彈數可以維持在100發以內。

## 資料來源
1. ↑  . world.guns.ru.   [22 November 2012]. （原始内容存档于2016-08-30）.
2. ↑  . www.imfdb.org.   [22 November 2012]. （原始内容存档于2020-11-12）.
3. ↑  . thespecialistsltd.com.   [22 November 2012]. （原始内容存档于2012-10-16）.

## 外部連結
- （英文）—官方網站（页面存档备份，存于）
- （英文）—Modern Firearms—Calico M960 submachine gun （页面存档备份，存于）
- （英文）—Calico M-100P （页面存档备份，存于）
- （简体中文）—D Boy Gun World（槍炮世界）—卡利科枪族 （页面存档备份，存于）